# D'Artus
La famiglia d'Artus (denominata in francese d'Artois) è stata una famiglia nobile italiana e francese.

## Storia

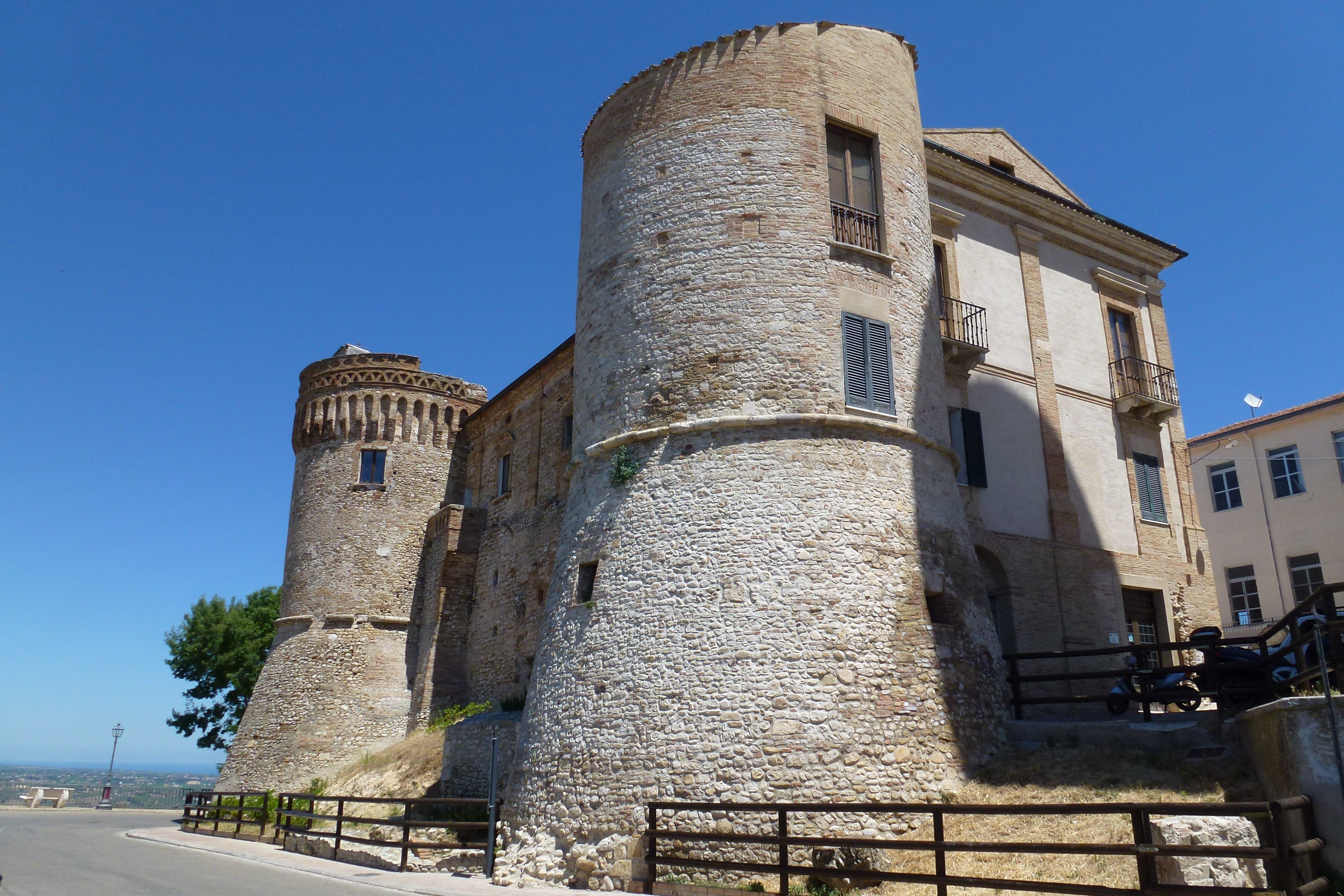
Il Castello di Monteodorisio, principale dimora della famiglia d'Artus

Famiglia originaria della Francia, giunta in Italia al seguito del re Carlo I d'Angiò durante la sua campagna di conquista del Regno di Napoli, trasse la propria denominazione dal feudo di Artois da essa posseduto. Il membro più celebre della famiglia fu Carlo d'Artus, figlio di Carlo, che fu conte di Monteodorisio ed è noto per aver assassinato insieme al figlio Bertrando il duca di Calabria Andrea d'Ungheria ed essere stato quindi decapitato col figlio; altri membri noti furono, nell'ordine, Bertrando/Berteraimo "Buccardo", nonno del suddetto Carlo, che fu giustiziere della Calabria, viceré di Terra di Lavoro, capitano generale dei balestrieri e provveditore delle fortezze in Sicilia, suo figlio Carlo, conte di Monteodorisio e Sant'Agata e gran camerlengo del Regno di Napoli, descritto dagli storici Luigi Contarino e Tommaso Fazello come «fratello bastardo», cioè illegittimo, del re Roberto d'Angiò, e infine Ladislao, anch'egli conte di Sant'Agata, con il suo unico figlio, ultimo discendente della famiglia, deceduti intorno al 1411, con le quali morti si estinse la casata. Singolare è l'episodio che portò al decesso di questi ultimi: Ladislao per essersi ribellato al re Ladislao d'Angiò-Durazzo fu imprigionato nel Castel Sant'Elmo e pochi giorni dopo decapitato davanti agli occhi del figlio, il quale morì di dolore subito dopo. L'accaduto ebbe grande eco tra i nobili del Regno di Napoli, molti dei quali accorsi per assistere in prima persona alla sentenza, e scosse profondamente il giudice che aveva condannato a morte Ladislao, Giovanni di Capistrano, il quale rinunciò subito al posto di lavoro e divenne frate francescano, venendo in seguito beatificato. La famiglia d'Artus ha posseduto un totale di almeno 4 contee e 30 baronie ed alcuni suoi membri ricoprirono incarichi presso la zecca di Napoli.

## Albero genealogico
Di seguito è riportato l'albero genealogico della famiglia d'Artus da Raimondo, vissuto nel XIII secolo, fino all'ultimo discendente, figlio di Ladislao, deceduto intorno al 1411, secondo una ricostruzione dei genealogisti Ferrante della Marra e Scipione Ammirato:
|          |                |                |                                 |                                 |           |          |          |   |          |          |
|          |                |                |                                 |                                 | Raimondo  |          |          |   |          |          |
|          |                |                |                                 |                                 |           |          |          |   |          |          |
|          |                |                |                                 |                                 |           |          |          |   |          |          |
|          | Gerardo        | Gerardo        | Bertrando/Berteraimo "Buccardo" | Bertrando/Berteraimo "Buccardo" | Lucia     | Lucia    | ?        | ? | Violante | Violante |
|          |                |                |                                 |                                 |           |          |          |   |          |          |
|          |                |                |                                 |                                 |           |          |          |   |          |          |
|          |                |                | Carlo                           |                                 |           |          |          |   |          |          |
|          |                |                |                                 |                                 |           |          |          |   |          |          |
|          |                |                |                                 |                                 |           |          |          |   |          |          |
|          | Luigi/Ludovico | Luigi/Ludovico |                                 | Carlo                           | Carlo     | Isabella | Isabella |   |          |          |
|          |                |                |                                 |                                 |           |          |          |   |          |          |
|          |                |                |                                 |                                 |           |          |          |   |          |          |
| Giovanni | Giovanni       | Carlo          | Carlo                           | Bertrando                       | Bertrando |          |          |   |          |          |
|          |                |                |                                 |                                 |           |          |          |   |          |          |
|          |                |                |                                 |                                 |           |          |          |   |          |          |
| Luigi    | Luigi          | Jacopo         | Jacopo                          | Ladislao                        | Ladislao  |          |          |   |          |          |
|          |                |                |                                 |                                 |           |          |          |   |          |          |
|          |                |                |                                 |                                 |           |          |          |   |          |          |
|          |                |                |                                 | ?                               |           |          |          |   |          |          |